# Vassamaselkä
Vassamaselkä är en kulle i Finland.   Den ligger i den ekonomiska regionen Norra Lappland och landskapet Lappland, i den norra delen av landet, 900 km norr om huvudstaden Helsingfors. Toppen på Vassamaselkä är 297 meter över havet.
Terrängen runt Vassamaselkä är platt.  Trakten runt Vassamaselkä är nära nog obefolkad, med mindre än två invånare per kvadratkilometer. Det finns inga samhällen i närheten. 